# 伊勒河畔基希贝格
伊勒河畔基希贝格（德語：Kirchberg an der Iller，發音：[ˈkɪʁçbɛʁk ʔan deːɐ̯ ˈʔɪlɐ]）是德国巴登-符腾堡州蒂宾根行政区比伯拉赫县的市镇，面积18.64平方千米，2023年12月31日人口为2,178人。